# 内罗毕条约
内罗毕条约，全称为《关于保护奥林匹克标志的内罗毕条约》，1981年订立于肯尼亚首都内罗毕。该条约旨在保护国际体育组织奥林匹克委员会对其会徽的专用标志权。